# Bob Lilly
Pour les articles homonymes, voir Lilly.
College Football Hall of Fame 1981
Pro Football Hall of Fame 1980
(en) Statistiques sur pro-football-reference
Bob Lilly, né le 26 juillet 1939 à Olney dans l’État du Texas, est un joueur américain de football américain ayant évolué au poste de defensive tackle.
Étudiant à la Texas Christian University, il fut drafté en 1961 à la 13e place (premier tour) par les Cowboys de Dallas. Il fera toute sa carrière dans cette franchise. Commençant comme defensive end, il changea de poste à sa troisième saison. Il remportera le Super Bowl VI en 1972.
Il fut sélectionné onze fois au Pro Bowl (1962, 1964, 1965, 1966, 1967, 1968, 1969, 1970, 1971, 1972 et 1973).
Il a intégré le Pro Football Hall of Fame en 1980 puis le College Football Hall of Fame en 1981. Il fait partie de l'équipe NFL de la décennie 1960 et 1970 ainsi que celle du 75e anniversaire de la NFL.